# Zunil
Zunil – niewielka miejscowość w Gwatemali, w departamencie Quetzaltenango, położone około 35 km na północny zachód od stolicy departamentu miasta Quetzaltenango. Miejscowość leży w górach Sierra Madre de Chiapas, na wysokości 2261 m n.p.m. Jest gminą jednolitą etnicznie, w 90% zamieszkaną przez ludność tubylczą posługująca się językiem kicze. Według danych z 2002 roku miejscowość liczyła 8 756 mieszkańców.

## Gmina Zunil
Jest siedzibą władz gminy o tej samej nazwie, która jest jedną z 24 gmin w departamencie. Gmina w 2012 roku liczyła 12 790 mieszkańców.
Gmina jak na warunki Gwatemali jest średniej wielkości, a jej powierzchnia obejmuje 92 km². Ludność gminy utrzymuje się głównie z uprawy roli, hodowli zwierząt, rzemiosła artystycznego i usług. W rolnictwie dominuje uprawa pszenicy, kukurydzy, fasoli, kauczuku naturalnego, i warzyw.
Klimat gminy jest równikowy, według klasyfikacji Wladimira Köppena, należy do klimatów tropikalnych monsunowych (Am), z wyraźną porą deszczową występującą od maja do października. Opady są wysokie a średnia wieloletnia wynosi 2000 mm. Ze względu na wyniesienie nad poziom morza amplituda temperatur jest duża. Średnia temperatura dobowa zawiera się w przedziale 12,5 a 22,8 °C, a średnioroczna temperatura wynosi 14,1 °C.